# Kusttjockfot
Kusttjockfot (Esacus magnirostris) är en vadarfågel, störst i familjen tjockfotar.

## Kännetecken

### Utseende
Kusttjockfoten är en mycket stor (51-57 cm) och kraftig tjockfot med tjock näbb. Jämfört med liknande strandtjockfoten är näbben kraftigare och rakare. I ansiktet är den svart på panna och tygel. I flykten syns grå armpennor och vita inre handpennor.
Fågeln delar även utbredningsområde med stylttjockfoten, men denna är mindre med mindre kontrastrikt tecknat huvud och streckad fjäderdräkt.

### Läte
Revirlätet beskrivs som ett hårt, ylande "wee-lo", ljusare och mindre flöjtlikt än stylttjockfotens. Varningslätet är ett skällande "quip", ganska likt en strandskata men mindre genomträngande.

## Utbredning och systematik
Fågeln återfinns från Andamanöarna och Malackahalvön till Filippinerna och Australasien. Den behandlas som monotypisk, det vill säga att den inte delas in i några underarter.

## Levnadssätt
Kusttjockfoten hittas på de flesta stränder inom dess utbredningsområde, framför allt sträckor nära flodmynningar och mangroveträsk. Den lägger ett enda ägg i en uppskrapad grop i sanden och återkommer ofta till samma plats år efter år. Fågeln födosöker huvudsakligen efter kräftdjur och andra ryggradslösa djur i tidvattenszonen. Adulta fåglar är stannfåglar, men kan röra sig vida kring.

## Status
Kusttjockfoten har en vid utbredning, men världspopulationen tros endast bestå av 6000 individer. Internationella naturvårdsunionen IUCN kategoriserar den därför som nära hotad. Den tros vara hotad av bopredatorer och av störningar från människan.

## Namn
Fågeln har getts det vetenskapliga artnamnet neglectus eller giganteus, men magnirostris har prioritet.

## Bilder

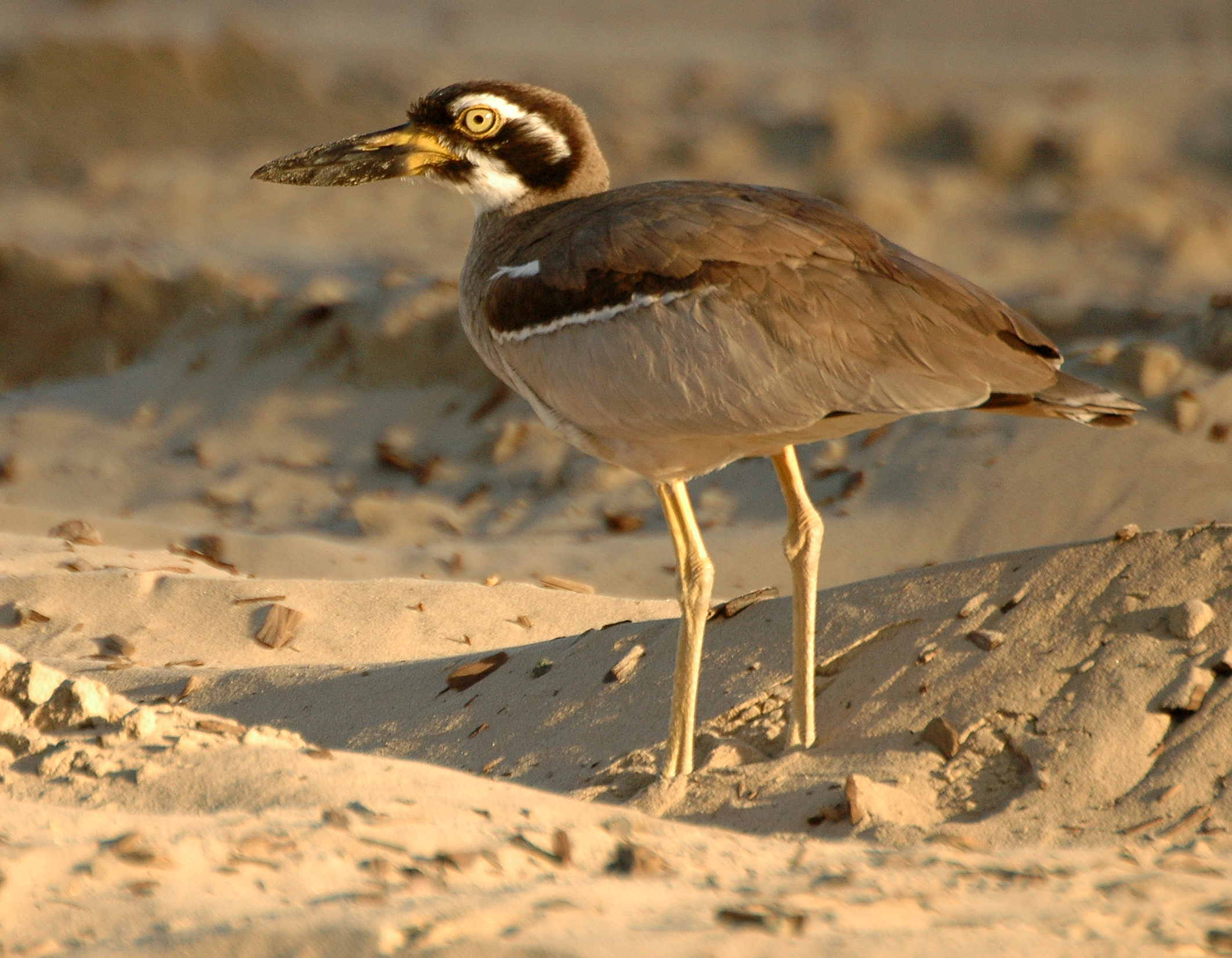
Fotograferad vid Inskip Point, sydöstra Queensland, Australien.
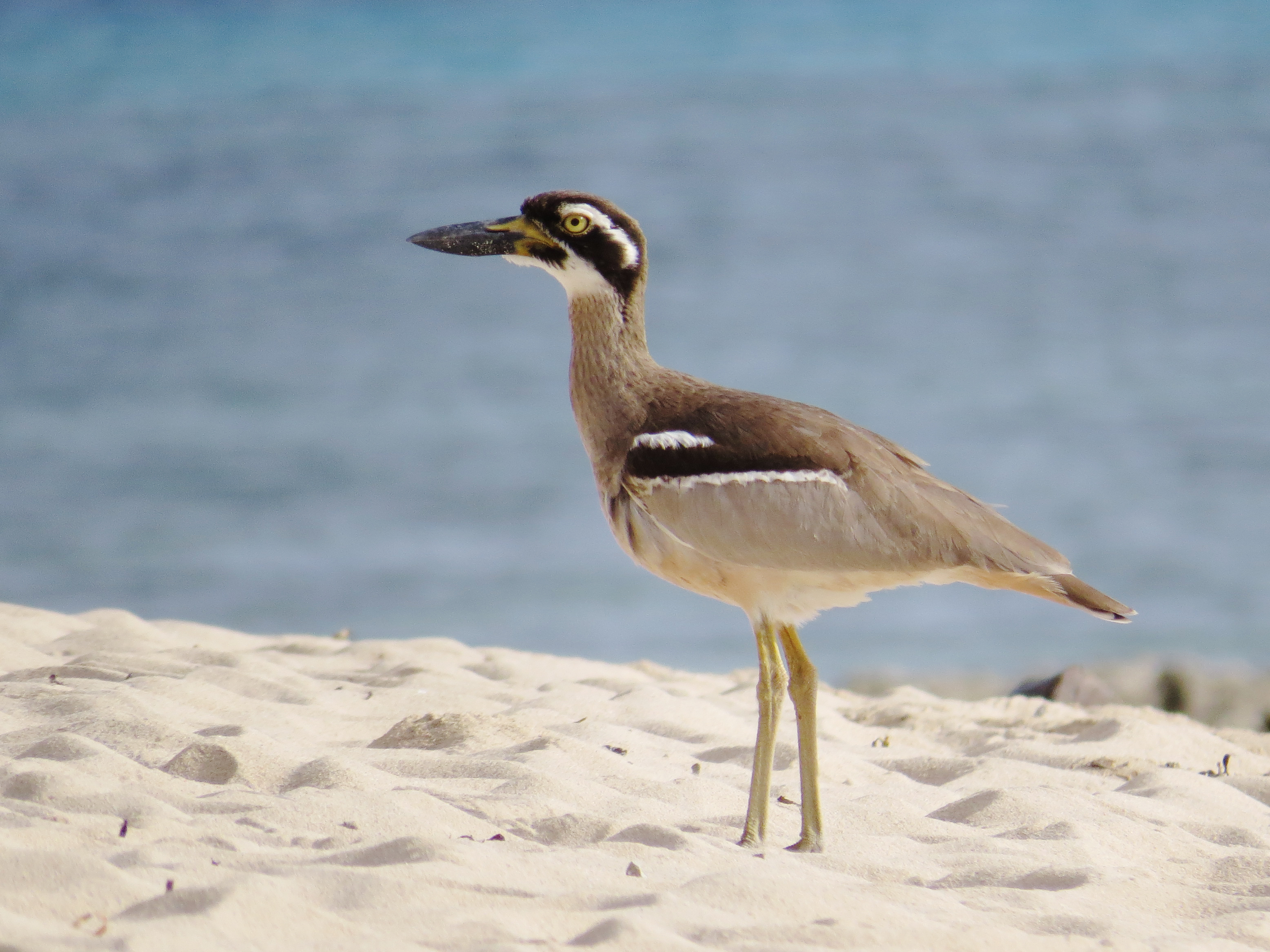
På Green Island utanför Cairns.